# 高見橋停留場
高見橋停留場（たかみばしていりゅうじょう）は、鹿児島県鹿児島市中央町にある鹿児島市電の停留場。使用する系統は鹿児島市電2系統のみである。

## 歴史
- 1915年（大正4年）12月17日：鹿児島電気軌道により設置される。
- 1928年（昭和3年）7月1日：鹿児島市電気局（現・鹿児島市交通局）に移管。

## 構造
- 2面2線の相対式ホーム。各のりばは電車が通過しない限りいつでも行き来できる。
- 両のりばに電車接近表示機及びアナウンスがある。
- 両のりばとも車椅子の使用は可。但し、電動車椅子はホーム幅が規定に足りないため不可。

### のりば
- 2系統－鹿児島中央駅前、郡元方面
- 2系統－天文館、鹿児島駅前方面

## 利用状況
| 年度   | 1日平均 乗降人員 |
| ------ | ---------------- |
| 2011年 | 716              |
| 2012年 | 732              |
| 2013年 | 734              |
| 2014年 | 719              |
| 2015年 | 740              |

## 周辺
鹿児島中央駅から程近いため、古くから開けてきた。特に地場を中心としてビジネスホテルは、西鹿児島駅時代から集積している。また甲突川沿いには、大型高層の分譲マンションが軒を連ね単身赴任者や転勤族が多く生活している。
- イオン鹿児島中央店(旧ダイエー鹿児島中央店)
- ローソン鹿児島中央駅前店(南日本銀行ATM併設)
- ローソン鹿児島アミュプラザ前店(鹿児島銀行ATM併設/旧サンクスアミュプラザ前店)
- ホテルタイセイアネックス
- かごっまふるさと屋台村 - ホテルニューカゴシマ跡地（2009年3月31日廃業）、ホテルの屋上ビアガーデンは映画『海猿』のロケ地となった。
- ホテルガストロフ
- AIG鹿児島ビル
- 割烹旅館「石原荘」
- 北九州予備校鹿児島校
- 鹿児島県立鶴丸高等学校
- レイロール 鹿児島店

## 隣の停留場
鹿児島市交通局
鹿児島市電2系統
加治屋町停留場 - 高見橋停留場 - 鹿児島中央駅前停留場